# تامر إسحاق
تامر إسحاق، هو مخرج سوري، بدأ حياته الفنية كمخرج منفذ في مسلسل «فسحة سماوية» عام 2005، ثم عمل كمخرج مساعد في مسلسل «ملوك الطوائف» عام 2005 وحقق معه شهرة كبيرة على الساحة الدرامية العربية. ذاع صيته بعد ذلك بفضل مجموعة من الأعمال الدرامية والتي تمكن من خلالها من تصوير البيئة الشامية بصورة واقعية، ومن أبرز أعماله مسلسل «منمنمات اجتماعية»، والمسلسل العراقي «الحب والسلام» ومسلسل «الدبور». نص الصفحة.

## من أعماله
- زقاق الجن 2023
- جوقة عزيزة 2022
- الحرملك 2019
- ببساطة
- خاتون (ج2) 2017
- وردة شامية 2017
- خاتون 2016
- صدر الباز 2016
- صرخة روح 3 2016
- جزيرة الأحلام 2015
- التالي 2013
- ما بتخلص حكايتنا 2012
- فندق قدري 2012
- الأميمي 2012
- العشق الحرام 2011
- الدبور ج2 2011
- الخبز الحرام 2010
- الدبور 2010
- منمنمات اجتماعية 2009
- الحب والسلام 2009
- الحصرم الشامي (ج2) 2008
- أولاد القيمرية 2008
- الحصرم الشامي (ج1) 2007
- على حافة الهاوية 2007
- أبو شلاخ البرمائي 2006
- على طول الأيام 2006
- فسحة سماوية 2005
- ملوك الطوائف (مسلسل) 2005
- المارقون (مسلسل) 2005

## وصلات خارجية
- (مجلة سيدتي): المخرج تامر اسحاق يتعرض لأزمة قلبية
- (موقع الفن): زواج المخرج تامر إسحق بحضور نجوم الدراما – بالصور
- (فيديو): لقاء حوار مع قناة سورية دراما